# قطمیر
قِطمیر بر پایهٔ آیات قرآن سگی بوده که به همراه اصحاب کهف به خواب سیصد و نه ساله رفته و با آنان بیدار شده است.
گفته شده که او سگ گله، سگ نگهبان و بسیار وفادار بوده و هنگامی که چوپانش به اصحاب کهف پیوست او نیز به آن‌ها می‌پیوندد. هنگامی که از ترس صدای او و آگاه کردن دشمنان، سعی در دور کردن او دارند، او چون انسان به سخن آمده و می‌گوید: «من او را می‌طلبم که شما می‌طلبید…» پس دست او را می‌گیرند و او را با خود به غار می‌برند.
از جعفر صادق نقل است که سگ اصحاب کهف یکی از سه حیوانی است که به بهشت برده می‌شود.
در ادبیات فارسی شاعرانی چون سعدی، مولوی، خاقانی و عطار بدو اشاره کرده‌اند. برای نمونه از سعدی:
| سگ اصحاب کهف روزی چند |  | پی نیکان گرفت و مردم شد |

و
| چون سگ اصحاب کهفم بر در مردان مقیم |  | گرد هر در می‌نگردم استخوانی گو مباش |

## پانوشت‌ها
1. ↑  Wood, James (1907). Nuttall Encyclopædia of General Knowledge.
2. ↑  Brewer, E. Cobham (1894). Brewer’s Dictionary of Phrase and Fable.
3. ↑  "Tafsir Surah Al-Kahf - 18". Quran.com (به انگلیسی). Retrieved 2023-12-12.
4. ↑  "لأول مرة: بالدلیل صوت وصورة.. هنا رقد "فتیة الکهف" وهذه قبورهم". دنیا الوطن (به عربی). 2019-07-22. Retrieved 2023-12-12.
5. ↑  نتایجِ جستجو برای سگ اصحاب کهف